# إيمو ساما
إيمو ساما أو إيم ساما هو حاكم العالم وهو من عائلة نيرونا أو رأس السلطة في الحكومة العالمية في أنمي ون بيس. يقوم الحكماء الخمسة (الغوروسي) بالانحناء له وتنفيذ أوامره بالسر، وهو مجهول بالنسبة لعامة الناس « تم الكشف عن جنس الشخصية في الفصول 1085-1086 "القديس إيم ساما"».

## المظهر الخارجي
لقد شوهد بشكل مظلل حتى الآن. لديه شكل بشري وقزحية عين حمراء مع دوائر سوداء.
يرتدي تاجًا به أربعة مسامير حادة وطويلة في أعلى الرأس ورداء طويل يصل إلى الأرض ويمتد إلى مسافة كبيرة خلفه.

## الشخصية
لا يُعرف الكثير عن شخصيتها، ولكن يبدو أن لديها جانبًا هادئًا، كما تبين عند تعاملها مع الفراشات في غرفة الزهور حيث تعني الفراشة، بليابانيه الخلود. ولديها اهتمامً خاصً بمونكي دي لوفي ، ومارشال دي تيتش ، وشيراهوشي، ونفرتاري دي فيفي.
وتحتفظ بالملصقات أو الصور المطلوبة لهم وقامت بقطع ملصقات لوفي واللحية السوداء، وصورة شيراهوشي ظهرت مع خنجر يعلقها على الأرض. صورة فيفي هي الصورة الوحيدة التي لم يتم إظهارها ممزقة.

## النفوذ والقدرات
النطاق الكامل لقدرات إيمو ساما غير معروفة، حيث شوهد انها إله الون بيس ورأس السلطة لحكومة العالم حيث قال دونكي هوتي دوفلامنغو ان سر الماريجوا سوف يكشف ولكن أنها تجلس على العرش الفارغ، وهو المقعد الذي سيكون شاغل مرتبطًا بالسلطة الوحيدة للعالم بأسره، وحقيقة أن الحكماء الخمسة، الذين يُعتبرون علنًا هم أعلى السلطات في الحكومة العالمية ينحنون أمامها ويتحدثون إليها بشرف عظيم، يشير إلى أن إيمو ساما لديها أكبر سلطة معروفة داخل الحكومة العالمية.

## أثناء الريفيري
عندما اجتمع أفراد العائلة المالكة في ماري جوا من أجل الريفيلي، ذهبت إيمو ساما إلى غرفتها داخل قلعة ماريجوا، واقتربت من قبعة القش الكبيرة التي تخص جوي بوي بينما كانت تحمل بعض ملصقات المكافآت ومنها ملصق لوفي.
ذهبت لاحقًا إلى غرفة الزهور ومزقت ملصقات لوفي وتيتش وفحصت صور الأميرات شيراهوشي ونفرتاري دي فيفي. عندما بدأ الريفيلي، التقت مع الحكماء الخمسة أثناء جلوسهم و انحنائهم لها وهي تجلس على العرش الفارغ. طلب الحكماء أن تخبرهم إيمو ساما عن اسم «النور» الذي يجب إطفائه وإزالته من التاريخ.